# Marcus Pompeius Asper

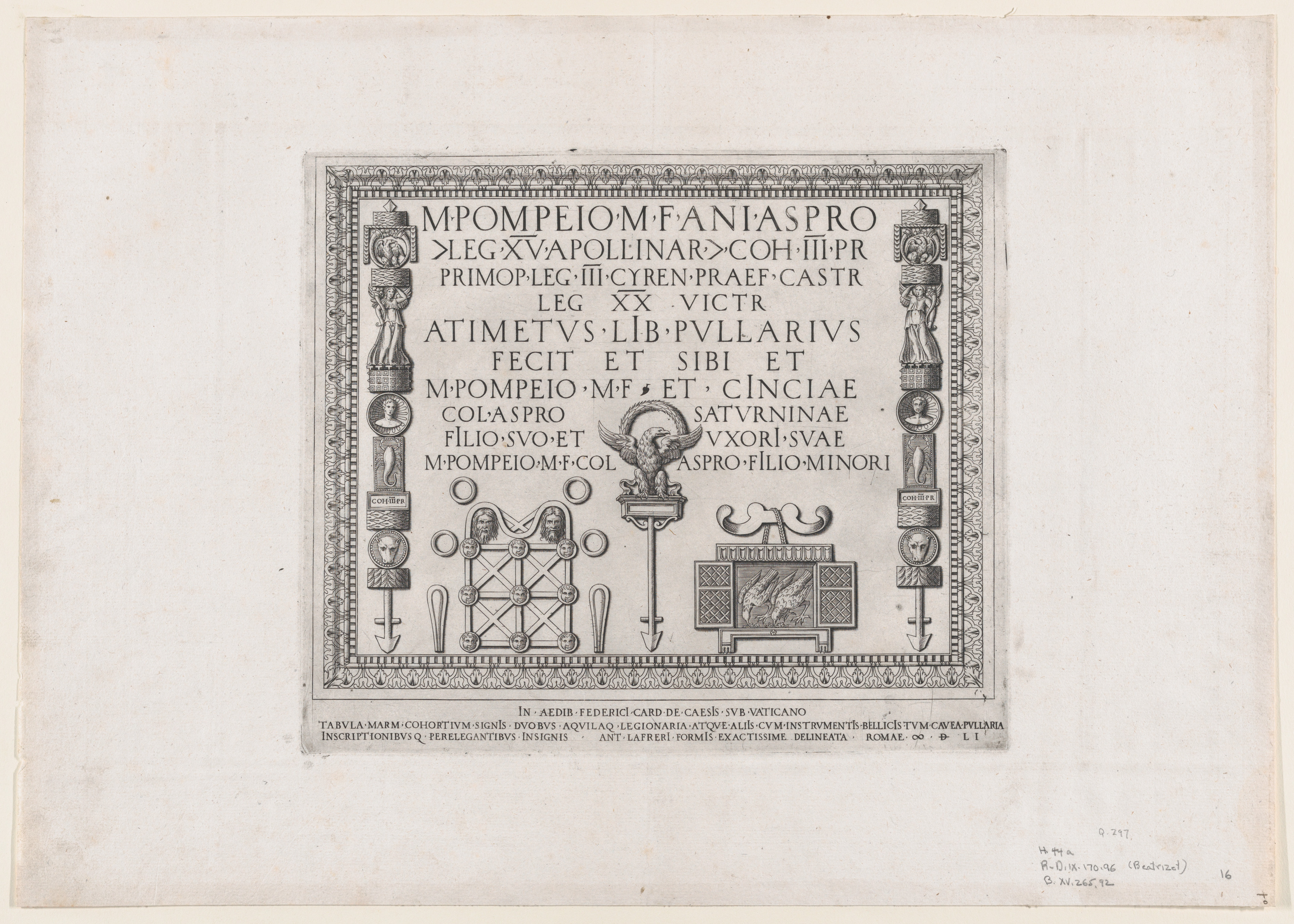
Zeichnung der Inschrift

Marcus Pompeius Asper (vollständige Namensform Marcus Pompeius Marci filius Aniensis Asper) war ein im 1. Jahrhundert n. Chr. lebender Angehöriger der römischen Armee. Durch eine Inschrift, die in Labico gefunden wurde, ist seine militärische Laufbahn bekannt.
Asper diente zunächst als Centurio in der Legio XV Apollinaris, die in der Provinz Pannonia stationiert war, und im Anschluss als Centurio in der Cohors III praetoria in Rom. Danach wurde er zweimal befördert, zunächst zum Primus Pilus in der Legio III Cyrenaica, die ihr Hauptlager in Alexandria in der Provinz Aegyptus hatte, und im Anschluss zum Praefectus castrorum in der Legio XX Victrix, die ihr Hauptlager in Deva Victrix in der Provinz Britannia hatte.
Auf dem Relief sind militärische Auszeichnungen wie Torques, Armillae und Phalerae abgebildet. Asper war in der Tribus Aniensis eingeschrieben. Die Inschrift wurde von seinem Freigelassenen Atimetus, einem pullarius, errichtet; in der Inschrift sind darüber hinaus seine Ehefrau Cincia Saturnina und seine beiden gleichnamigen Söhne aufgeführt.
Die Inschrift wird bei der Epigraphik-Datenbank Clauss-Slaby auf 71/130 datiert. James Robert Summerly datiert die Laufbahn von Asper zwischen 61 und 96. Stephen James Malone datiert seine Dienstzeit bei der Legio XX Valeria Victrix auf das Ende des 1. oder den Anfang des 2. Jahrhunderts.